# Романовка (Жирновский район)
Романовка — село в Жирновском районе Волгоградской области, в составе Клёновского сельского поселения.
Население — 111 (2010)

## История
Согласно Историко-географическому словарю Саратовской губернии, составленному в 1898—1902 годах, деревня Романовка Николаевской волости Камышинского уезда Саратовской губернии (до 1895 года — в составе Лемешкинской волости) основана в начале 1890-х годов крестьянами и мещанами, переселенцами из Аткарского уезда. Земельный надел — 814,5 десятин арендной земли.
С 1928 года — в составе Руднянского района Камышинского округа (округ упразднён в 1930 году) Нижне-Волжского края. С 1935 года в составе Лемешкинского района Сталинградского края (с 1936 года — Сталинградской области, с 1954 по 1957 год — в составе Балашовской области). В 1959 году в связи с упразднением Лемешкинского района передано в состав Жирновского района. Решением исполкома Волгоградского облсовета от 15 июля 1965 года № 20/393 § 4 в Жирновском районе упразднен Ершовский сельсовет, территория которого передана в административное подчинение Кленовского сельсовета

## Физико-географическая характеристика
Село находится в степной местности, в пределах Хопёрско-Бузулукской равнины, являющейся южным окончанием Окско-Донской низменности, при овраге, при вершине балки Сурочьей (Романовской) (приток реки Вязовки). Почвы — чернозёмы обыкновенные. Высота центра населённого пункта — около 195 метров над уровнем моря.
По автомобильным дорогам расстояние до областного центра города Волгограда составляет 360 км, до районного центра города Жирновск — 47 км, до административного центра сельского поселения села Клёновка — 17 км. Ближайший населённый пункт село Ершовка расположен в 8 км к северо-востоку.
Часовой пояс
Романовка, как и вся Волгоградская область, находится в часовой зоне МСК (московское время). Смещение применяемого времени относительно UTC составляет +3:00.

## Население
Динамика численности населения
| 1897 | 1987 | 2002 |
| ---- | ---- | ---- |
| 291  | ≈160 | 170  |

| 2010 |
| ---- |
| 111  |